# Туронський ярус
| Система/ Період                                                       | Відділ/ Епоха    | Ярус/ Вік           | Вік (млн років) | Вік (млн років) |
| --------------------------------------------------------------------- | ---------------- | ------------------- | --------------- | --------------- |
| Палеоген, P                                                           | Палеоцен, P1     | Данський, P1d       | молодше         | молодше         |
| Крейда, K                                                             | Верхня/Пізня, K2 | Маастрихтський, K2m | 66,0            | 72,1            |
| Крейда, K                                                             | Верхня/Пізня, K2 | Кампанський, K2km   | 72,1            | 83,6            |
| Крейда, K                                                             | Верхня/Пізня, K2 | Сантонський, K2s    | 83,6            | 86,3            |
| Крейда, K                                                             | Верхня/Пізня, K2 | Коньякський, K2k    | 86,3            | 89,8            |
| Крейда, K                                                             | Верхня/Пізня, K2 | Туронський, K2t     | 89,8            | 93,9            |
| Крейда, K                                                             | Верхня/Пізня, K2 | Сеноманський, K2c   | 93,9            | 100,5           |
| Крейда, K                                                             | Нижня/Рання, K1  | Альбський, K1alb    | 100,5           | ~113,0          |
| Крейда, K                                                             | Нижня/Рання, K1  | Аптський, K1apt     | ~113,0          | ~125,0          |
| Крейда, K                                                             | Нижня/Рання, K1  | Баремський, K1br    | ~125,0          | ~129,4          |
| Крейда, K                                                             | Нижня/Рання, K1  | Готерівський, K1g   | ~129,4          | ~132,9          |
| Крейда, K                                                             | Нижня/Рання, K1  | Валанжинський, K1v  | ~132,9          | ~139,8          |
| Крейда, K                                                             | Нижня/Рання, K1  | Беріаський, K1b     | ~139,8          | ~145,0          |
| Юра, J                                                                | Верхня/Пізня, J3 | Титонський, J3tt    | древніше        | древніше        |
| Підрозділи Крейдової системи наведені згідно МКС, станом на 2018 рік. |                  |                     |                 |                 |
| п о р                                                                 |                  |                     |                 |                 |

Туронський вік і ярус або турон (англ. Turonian) — другий знизу ярус верхнього відділу крейдової системи. Підрозділяється на два під'яруси. Спочатку до турону включали й сеноман, згодом виділений в самостійний ярус.
Назва походить від лат. Turonia — Туронія, давньоримська назва історичної області Турень, Франція (Orbigny, 1842). Цей ярус вперше описав французький палеонтолог Алсид д'Орбіньї.
На початку турону відбулася океанічна безкиснева подія, також відома як сеноман-туронська аноксична подія або «подія Бонареллі». У другій половині турону відбулося зниження рівня моря після пікового рівня на початку турону.

## Визначення
Нижня межа туронського періоду визначається як місце, де в стратиграфічній колонці вперше з'являється вид амонітів Watinoceras devonense. Глобальний стратотип (GSSP) для нижньої межі турону розташований в антикліналі Рок-Каньйон поблизу Пуебло, Колорадо.
Верхня межа туронського віку (початок коньякського віку) визначається як місце в стратиграфічній колонці, де вперше з'являється вид двостулкових молюсків Cremnoceramus rotundatus.